# 질적 연구
질적 연구(質的硏究, 정성적 연구, 영어: qualitative research)는 대상의 질적 측면에 주목한 연구이다.
질적 연구에서 처리되는 자료는 무형 자료라고 한다. 대상의 양적 측면에 주목하는 양적 연구와는 대비되어 질적 연구는 수치화 되지 않는 자료(비통계적, 비수학적, 비수치적), 예를 들면 인터뷰, 관찰 결과, 문서, 그림, 역사 기록 등 질적 자료를 얻기 위해, 사회학과 사회 심리학, 문화 인류학 등에서 자주 사용된다. 또한 정책학에서도 의미를 지니는데, 이는 정책의 처방적 성격 때문이다. 예를 들어, 미국에서 성공한 정책이 반드시 한국에서 성공하기는 어렵다. 왜냐하면 두 나라의 정치적 환경이나 사회현상등 각 나라는 상황의 독특성을 지니고 있기 때문이다. 이에, 질적 연구는 사회현상을 구성원의 관점으로 파악하여 그 나라의 사회 문제를 해결해 줄 수 있는 정책을 처방해 줄 수 있다는 점에서 의미를 갖는다. 질적 연구는 좁은 의미의 조사뿐만 아니라, 실험, 관찰, 면접 시험, 민속방법론(ethnomethodology), 문서와 그림의 내용 분석(content analysis), 대화 분석, 참여 관찰(participant observation), 각종 현장 작업 등 다양한 방법을 이용하는 조사 방법을 가리키는 개념이다.
특히 관찰 연구는 민속방법론에서 파생한 방법으로 종류로는 참여 관찰과 비참여 관찰이 있다. 둘은 모두 관찰 상황에 대해 흐름을 바꾸거나 객관성을 잃지 말아야 한다. 하지만 비참여 관찰은 참여 관찰이 되기 쉬운데 왜냐하면 관찰 연구 수행 중 대상자와의 상호작용이 아예 없을 수는 없기 때문이다. 관찰연구의 장점은 문헌조사의 한계를 극복할 수 있다는 것이다. 연구자는 관찰을 통해 상황의 현장감을 느낄 수 있기 때문이다. 단점으로는 시간이 오래걸리고 연구자의 주관이 깊게 개입하면 연구의 의미를 상실할 위험도 있다. 따라서 관찰연구는 타방법론과 병행되는 경우가 많으며 준비과정에 있어 신중한 태도가 요구된다. 관찰 연구는 사회에서 특히 의사소통이 잘 되지 않는 대상(예. 유아)을 연구할 수 있는 방법으로 사용된다. 관찰 연구에서 연구자는 Key Informants(주요 정보원)의 도움을 받는 것이 중요하다. 이들은 연구자가 관찰하는 현상(대상)의 구성원들인데, 연구자가 알지 못하는 현장 정보나 맥락 정보를 제공하는데에 도움을 준다. 연구자는 Key Informants를 통해 연구에 주관이나 편견을 개입하는 것을 막을 수 있다.
심층 면접은 흔히 인터뷰로 알려져 있으며 목적을 가진 연구자와 대상자의 대화를 의미한다. 면접을 통해 얻어지는 자료들은 대상자의 실제 경험인 경우가 많기에 연구자는 현장감을 간접적으로 체험할 수 있다. 면접의 종류로는 면접의 구조화 정도에 따라 구조화 면접, 반구조화 면접, 비구조화 면접이 있다. 구조화 면접은 연구자가 할 질문 내용과 형식, 개수가 정해져 있는 면접을 의미한다. 이는 면접보다는 설문 조사에 가깝기에 일반화 하기는 쉬우나 질적 연구로서의 가치는 떨어진다. 반구조화 면접은 질문의 형식이 틀로서 정해져 있고 후속 질문은 연구자의 재량에 맡기는 면접을 의미한다. 후속 질문은 대상자의 대답에 따라 다르게 할 수 있기에 유동적인 면접 방식이다. 이를 통해 연구자는 다양한 면접 결과를 얻을 수는 있으나 면접 결과를 이론화 하기는 어렵고 연구자의 숙련도에 어느 정도 영향을 받는다. 비구조화 면접은 질문의 형식이 아예 존재하지 않는 면접을 말한다. 연구자의 숙련도에 따라 인터뷰 결과 자료의 질이 결정되며 가장 탐색적인 연구에 적합하다.
포커스 그룹 연구는 특정 주제에 관한 토론을 위해 6명에서 10명으로 구성된 소그룹을 통해 이루어진다. 포커스 그룹 연구의 목적은 토론자들이 최대한 주제에 대해 다양한 의견을 끌어내는 것이다. 숙련된 중재자에 의해 주관되는데 중재자는 토론을 자연스럽게 유도하는 역할을 갖는다. 포커스 그룹의 토론자들은 서로 모르는 관계이지만 동질적인 사회구성원이어야 한다.
질적 연구의 연구자는 가지고 있는 지식이나 관념을 연구에서 완전히 분리하기는 어렵기에 신뢰성과 객관성이 부족하다고 비판을 받는 경우도 많다. 하지만 최대한 주관성을 배제하여 연구가 이뤄질 수 있도록 연구자들은 다양한 노력을 기울인다. 질적 연구의 질을 판단하기 위한 기준으로 신뢰성, 신빙성, 전이가능성, 객관성이 있다. 신뢰성은 양적 연구에서 쓰이는 신뢰성과 의미가 다른데, 질적 연구의 신뢰성은 얼마나 정확한 연구 기법을 사용하였는지를 파악하는 기준을 의미한다. 질적 연구에서 신뢰성을 확보하기 위해 연구자들은 연구를 다각화하거나(예. triangulation) 연구 과정을 정확히 명시한다. 신빙성은 연구가 누구나 수용가능한 원리를 따르는지를 파악하는 기준이다. 이를 저해하는 요인의 예시로 연구 기간 동안 어떤 사건이 일어나서 연구 대상자를 변화시키거나, 연구 대상자를 잘못 선별하는 것이 있다. 전이가능성은 일반화 가능성을 의미하며 다른 현상에도 연구의 결과가 적용되는 지를 파악하는 기준이다. 특히 관찰 연구를 진행할 때, 연구자들은 느낌이나 감정을 직접적으로 기술하지 않고, 사실적으로 기술하여 연구 보고서를 읽는 이가 그런 느낌 혹은 감정을 갖게 한다.

## 등장 배경과 양적 연구와 비교
이 기법은 기존의 양적 연구가 가진 한계를 지적하며 등장하였다. 양적 연구는 인간의 합리성을 전제로 현상의 인과관계를 파악하려 한다. 질적 연구는 합리성에 대한 의구심을 제기하며, 과연 한 가지의 인과관계로 현상을 완벽하게 설명할 수 있을 지를 지적한다. 질적 연구의 목적은 사회 구성원이 사회적 행위에 대해 형성한 상징적 의미 체계를 파악하여 사회 구성원의 관점으로 사회 현상의 맥락을 이해하는 것이다. 이는 현상학적 접근법이라 불리며 질적 연구 방법의 전반을 구성한다. 현상학적 접근법은 원리와 실재가 다름을 전제로 한다.
| 구분        | 질적 연구                                                    | 양적 연구                                                      |
| ----------- | ------------------------------------------------------------ | -------------------------------------------------------------- |
| 사회적 실재 | 사회 구성원이 만들어 나간다.                                 | 사회적 실재는 객관적으로 하나가 존재한다.                      |
| 강조점      | 사회 현상의 맥락, 총체적 접근                                | 사회 현상의 일반화                                             |
| 연구의 목적 | 사회현상의 의미와 상징 발견을 통해 새로운 이론을 개발하는 것 | 인과관계 이해를 통해 사회 현상을 단순화하고 가설을 검증하는 것 |

## 연구 절차
Field Work
1. 연구 주제 선정
2. 표본 추출, 현장 선택
3. 자료 수집과 분석

Desk Work
1. 심층 분석
2. 보고서 작성

연구 절차의 특징은 절차가 순차적이지 않다는 것에 있다. 순차적 알고리즘을 따르는 양적 연구 절차와는 달리 질적 연구 절차는 언제든지 이전 절차로 돌아갈 수 있다. 이를 통해 연구자들은 연구의 방향성에 대해 항상 환기해 볼 수 있으며 자료 분석에 따라 연구 이전에 내린 잠정적 결론을 수정할 수도 있다.(열린 가정)

## 종류
구체적인 질적 연구 방법으로는 다음과 같은 것들이 있다. 이외에도 다른 연구방법들이 있으며, 새로운 방법들이 계속 시도되고 있다.
- 생애사 연구

한 사람의 생애를 연구하여 그 사람이 가진 독특성이 어떠한 시시점을 갖는지 찾는 것이 목적인 연구이다. 생애사 연구의 특징으로는 재구성이 있는데, 이는 대상자의 이야기를 듣고 난 후 연구자가 기준에 따라 이야기를 순차적으로 구성하는 것을 의미한다. 재구성화 이후 연구자는 반드시 대상자가 재구성을 어떻게 받아들이는 지 검토해야하며 이 과정에서 대상자는 자신의 생에 대해 통찰해 볼 수 있다. 또한 재구성화 과정에서 연구자는 대상자의 맥락정보와 상황정보를 파악해야 한다. 다른 질적 연구론과는 다르게 생애사 연구는 객관적인 입장을 크게 강조하지는 않는다. 왜냐하면 연구자가 대상자의 경험을 공유하기 위해서는 서로 연대(rapport)가 형성되어야 하는데 이 시점에서 연구자의 객관성은 유지되지 않는다.
- 근거 이론

기존이론을 통해 새로운 이론을 개발하는 것이 연구의 목적이다. 근거 이론은 다른 질적 방법론과는 달리 어느 정도 연구의 방향이나 자료 수집 방법이 정해져 있다. 근거이론 연구 과정 중 연구자는 시작점을 이루는 기존 이론을 자료 해석에 얼마나 반영할 것인지를 정해야 한다.
Glaser
선행이론은 새로운 이론 개발에 방해가 된다.
Strauss & Corbin
선행이론은 새로운 이론에 대한 연구를 위해 유용한 분석 도구가 될 수 있다.
근거 이론 연구가 새로운 이론을 개발할 때는 경험 자료를 대상으로 하며, 이론화 작업을 거치는데 이는 경험 자료에 대한 코딩(coding)을 통해 이루어진다. 코딩은 연구 대상인 경험자료(현상)를 개념화하고(하위범주) 그 개념을 범주(상위범주)로 묶는 과정 전체를 가리킨다. 코딩은 인간인 연구자가 진행하는 것이기 때문에 주관이나 편견이 개입될 가능성이 있다. 이를 막기 위해 여러명의 연구자가 사전에 정한 코딩 형식에 따라 코딩을 하여 그 결과를 공유한다. 또한 코딩 완료 후 코딩을 정리하는 이론화 과정 중에 문제가 발생할 수도 있다. 코딩은 현상에 대한 언어적 표현으로서 그 현상을 한정짓는 과정이기에 실제 현상에 대한 오해를 일으킬 수 있다. 연구자들은 경험자료(현상)의 구성원이 되는 사람들의 말로 직접 코딩하는 방법(in vivo code)을 통해 이를 해결할 수 있다. 단, 남용하면 이론화를 진행하기 힘들고 타연구자들이 이해할 수 없는 부분이 생기기도 한다.
- 문화기술적 연구 집단이 어떻게 문화를 형성하는가를 파악하는 것이 목적인 연구
  - 자문화기술지

- 사례 연구

인터뷰 다음으로 많이 사용되는 질적 연구 방법이지만 체계적으로 완성되어 있지 않은 연구 방법이기게 양적 방법론과 병행된거나 다각화를 통해 흠결을 보충하려 한다. 사례연구의 대상은 주로 통제 불가한 현상이나 상황이다.
사례연구의 종류)설명적 연구, 기술적 연구, 인과관계 연구, 탐색적 연구

## 같이 보기
- 양적 연구